# Francesc d'Assís Galí
Francesc d'Assís Galí i Fabra (Barcelona, 1880-Barcelona, 1965) fue un pintor y pedagogo español. Estudió en la escuela Llotja y fue discípulo de Alexandre de Riquer en la técnica de aguafuerte.

## Trayectoria artística
Su pintura fue en principio modernista, pasando por las fases de simbolismo y realismo hasta que con la llegada del novecentismo cambió hacia las nuevas ideas con cierto idealismo.
Se dedicó además a la enseñanza, fundando una escuela en Barcelona en el año 1906, contra la didáctica tradicional. Fueron sus discípulos, entre otros, Joan Miró y Josep Llorens i Artigas. Fue nombrado asesor artístico de la Exposición Universal de Barcelona de 1929 de la cual diseñó su cartel. Durante la guerra civil española ocupó el cargo de director general de Bellas Artes de la República. Se exilió a Londres en el año 1939.
De su obra pictórica se puede destacar los frescos del edificio de Correos de Barcelona del año 1928, los de la cúpula del Palacio Nacional realizados con motivo de la Exposición Universal de 1929, las pinturas de la Sala del Quijote de la Casa de la Ciudad de Barcelona hechas en el año 1958.